# Anthony Langella
Anthony Langella (* 24. April 1974 in Gennevilliers) ist ein ehemaliger französischer Radrennfahrer.

## Karriere
1995 gewann Anthony Langella die Tour de Gironde. 1997 unterschrieb er einen Vertrag bei dem französischen Radsport-Team GAN, das später in Crédit Agricole umbenannt wurde. In seinem zweiten Jahr entschied er eine Etappe bei der Tour de l’Avenir für sich. Bei den Olympischen Spielen 2004 in Athen wurde Langella mit der französischen Équipe Siebter der Mannschaftsverfolgung (mit Matthieu Ladagnous, Jérôme Neuville und Fabien Sanchez). Ein Jahr später gewann er gemeinsam mit  Sanchez, Ladagnous und Mickaël Mallie den französischen Meistertitel in der genannten Disziplin sowie im Punktefahren.
Dreimal startete Langella auch bei der Tour de France, konnte sich aber bei keinem Start unter den besten 100 platzieren.

## Erfolge
1998
- eine Etappe Tour de l’Avenir

2005
- Französischer Meister – Mannschaftsverfolgung (mit Fabien Sanchez, Matthieu Ladagnous und Mickaël Mallie)
- Französischer Meister – Punktefahren

## Teams
- 1997 GAN
- 1998–2002 Crédit Agricole